# Gira Haashville
Gira Haashville es la octava gira del dúo estadounidense Ha*Ash compuesto por Ashley Grace y Hanna Nicole, realizada para la promocionar su séptimo álbum de estudio Haashville. Comenzó oficialmente el 31 de agosto de 2024 en Mexicali, México.

## Antecedentes y desarrollo
En la etapa final de la gira Gira mi salida contigo, a fines de mayo el dúo empezó a publicar pistas de lo que sería su nueva etapa musical con nuevas fechas de conciertos e imágenes con estilo country, generó musical con las que se dieron a conocer en 2002. Finalmente el 29 de mayo, el dúo anunció la Gira Haashville con sus primeras cuatro presentaciones en Monterrey, Guadalajara y dos en Ciudad de México. El nombre de la gira es un cruce de palabras entre su nombre artístico y Nashville, una de las ciudades donde la banda preparó su tercer álbum de estudio Habitación doble (2008).
El 4 de mayo del mismo año, Ha*Ash con un vídeo en sus redes sociales anunció las primeras 22 fechas de la gira.El 24 de junio, la banda publicó las primeras 28 fechas de su gira por Estados Unidos y Canadá, siendo su debut en el último país.

## Artistas invitados
- Joss Favela – 27 de septiembre y 22, 23 de noviembre de 2024: «Nuestro camino».[8][9]
- Kaia Lana – 4 de noviembre de 2024: «Qué hago yo».
- Elena Rose – 22 de noviembre de 2024: «A las 12 te olvidé».[9]
- María José – 23 de noviembre de 2024: «Te apuesto».

## Repertorio
Lista de canciones presentadas en su concierto del 23 de noviembre de 2024 en Ciudad de México.
Canciones presentadas
1. «No te quiero nada»
2. «¿De dónde sacas eso?» / «Lo que un hombre debería saber»
3. «I Got It»
4. «Te dejo en libertad»
5. «Supongo que lo sabes»
6. «Eso no va a suceder» / «Impermeable» / «Ojalá»
7. «¿Qué me faltó?» / «Sé que te vas»
8. «No pasa nada»
9. «Ex de verdad»
10. «Me entrego a ti»
11. «Amor a medias»
12. «100 años»
13. «Todavía no»
14. «El cielo te mandó para mi»
15. «Destino o casualidad»
16. «Nuestro camino»
17. «Dos copas de más»
18. «Mi salida contigo» / «Mi niña mujer»
19. «¿Qué hago yo?»
20. «No fue lo que dijiste»
21. «Te apuesto»
22. «Perdón, perdón»
23. «30 de febrero»
24. «Odio amarte» / «Vaquera»
25. «Estés donde estés»
26. «Lo aprendí de ti»

Notas:
- El 13 de septiembre en su presentación en Toluca, Ha*Ash cantó por primera vez «No fue lo que dijiste», canción inédita de su octavo álbum de estudio.

## Fechas
| N.º                       | Fecha                    | Ciudad           | País                 | Lugar                                 | Ref.   |
| ------------------------- | ------------------------ | ---------------- | -------------------- | ------------------------------------- | ------ |
| Etapa 1: Norteamérica     |                          |                  |                      |                                       |        |
| 1                         | 31 de agosto de 2024     | Mexicali         | México               | Plaza Calafia                         | [ 6 ]  |
| 2                         | 1 de septiembre de 2024  | Tijuana          | México               | Audiorama El Trompo                   | [ 11 ] |
| 3                         | 5 de septiembre de 2024  | Monterrey        | México               | Auditorio citiBanamex                 | [ 12 ] |
| 4                         | 7 de septiembre de 2024  | Saltillo         | México               | Auditorio Parque Las Maravillas       | [ 6 ]  |
| 5                         | 12 de septiembre de 2024 | Querétaro        | México               | Auditorio Josefa Ortiz                | [ 6 ]  |
| 6                         | 13 de septiembre de 2024 | Toluca           | México               | Teatro Morelos                        | [ 6 ]  |
| 7                         | 21 de septiembre de 2024 | Aguascalientes   | México               | Arena San Marcos                      | [ 6 ]  |
| 8                         | 26 de septiembre de 2024 | Tepic            | México               | Palenque de la Feria                  | [ 6 ]  |
| 9                         | 27 de septiembre de 2024 | Guadalajara      | México               | Auditorio Telmex                      | [ 12 ] |
| 10                        | 3 de octubre de 2024     | Tampico          | México               | Centro de Convenciones y Exposiciones | [ 6 ]  |
| 11                        | 4 de octubre de 2024     | Veracruz         | México               | Arena Veracruz                        | [ 6 ]  |
| 12                        | 5 de octubre de 2024     | Xalapa-Enríquez  | México               | Gimnasio Nido del Halcón              | [ 13 ] |
| 13                        | 20 de octubre de 2024    | Guadalajara      | México               | Auditorio Benito Juárez               | [ 14 ] |
| 14                        | 24 de octubre de 2024    | Los Mochis       | México               | CUM Los Mochis                        | [ 6 ]  |
| 15                        | 25 de octubre de 2024    | Ciudad Obregón   | México               | Arena ITSON                           | [ 6 ]  |
| 16                        | 26 de octubre de 2024    | Hermosillo       | México               | Hipódromo de Hermosillo               | [ 3 ]  |
| 17                        | 4 de noviembre de 2024   | Tlaxcala         | México               | Teatro Del Pueblo                     | [ 6 ]  |
| 18                        | 22 de noviembre de 2024  | Ciudad de México | México               | Auditorio Nacional                    | [ 12 ] |
| 19                        | 23 de noviembre de 2024  | Ciudad de México | México               | Auditorio Nacional                    | [ 12 ] |
| 20                        | 27 de noviembre de 2024  | Sugar Land       | Estados Unidos       | Smart Financial Centre                | [ 7 ]  |
| 21                        | 29 de noviembre de 2024  | Hidalgo          | Estados Unidos       | Payne Arena                           | [ 7 ]  |
| 22                        | 30 de noviembre de 2024  | Laredo           | Estados Unidos       | Sames Auto Arena                      | [ 7 ]  |
| 23                        | 1 de diciembre de 2024   | Irving           | Estados Unidos       | The Pavilion Toyota Music             | [ 7 ]  |
| 24                        | 4 de diciembre de 2024   | Atlanta          | Estados Unidos       | Coca-Cola Roxy                        | [ 7 ]  |
| 25                        | 6 de diciembre de 2024   | Miami            | Estados Unidos       | The Filmore Miami                     | [ 7 ]  |
| 26                        | 8 de diciembre de 2024   | Lake Buena Vista | Estados Unidos       | House of Blues                        | [ 7 ]  |
| 27                        | 13 de diciembre de 2024  | Cancún           | México               | Plaza de Toros                        | [ 6 ]  |
| 28                        | 14 de diciembre de 2024  | Mérida           | México               | Foro GNP                              | [ 6 ]  |
| Etapa 2: Latinoamérica    |                          |                  |                      |                                       |        |
| 29                        | 30 de enero de 2025      | Quito            | Ecuador              | Coliseo Rumiñahui                     | [ 15 ] |
| 30                        | 1 de febrero de 2025     | Guayaquil        | Ecuador              | Estadio Modelo Alberto                | [ 15 ] |
| 31                        | 6 de febrero de 2025     | Guatemala        | Guatemala            | Fórum Majadas                         | [ 16 ] |
| 32                        | 7 de febrero de 2025     | San Salvador     | El Salvador          | Complejo Estadio Cuscatlan            | [ 17 ] |
| 33                        | 9 de febrero de 2025     | San José         | Costa Rica           | Parque Viva                           | [ 18 ] |
| 34                        | 14 de febrero de 2025    | Tuxtla Gutiérrez | México               | Foro Chiapas                          | [ 19 ] |
| 35                        | 15 de febrero de 2025    | Villahermosa     | México               | Palenque de Gallos                    | [ 20 ] |
| 36                        | 24 de febrero de 2025    | Viña del Mar     | Chile                | Anfiteatro de la Quinta Vergara       | [ 21 ] |
| 37                        | 28 de febrero de 2025    | Santiago         | Chile                | Movistar Arena                        | [ 22 ] |
| 38                        | 6 de marzo de 2025       | Buenos Aires     | Argentina            | Movistar Arena                        | [ 23 ] |
| 39                        | 7 de marzo de 2025       | Córdoba          | Argentina            | Quality Arena                         | [ 24 ] |
| 40                        | 10 de marzo de 2025      | Montevideo       | Uruguay              | Antel Arena                           | [ 25 ] |
| 41                        | 14 de marzo de 2025      | Lima             | Perú                 | Multiespacio Costa 21                 | [ 26 ] |
| 42                        | 15 de marzo de 2025      | Bogotá           | Colombia             | Chamorro City Hall                    | [ 27 ] |
| Etapa 3: Norteamérica II  |                          |                  |                      |                                       |        |
| 43                        | 27 de marzo de 2025      | Boston           | Estados Unidos       | Orpheum Theatre                       | [ 7 ]  |
| 44                        | 28 de marzo de 2025      | Filadelfia       | Estados Unidos       | The Met                               | [ 7 ]  |
| 45                        | 30 de marzo de 2025      | Toronto          | Canadá               | Meridian Hall                         | [ 7 ]  |
| 46                        | 11 de abril de 2025      | San Juan         | Puerto Rico          | Coca Cola Music Hall                  | [ 28 ] |
| 47                        | 17 de abril de 2025      | Rosemont         | Estados Unidos       | Rosemont Theatre                      | [ 7 ]  |
| 48                        | 19 de abril de 2025      | Denver           | Estados Unidos       | Paramount Theatre                     | [ 7 ]  |
| 49                        | 20 de abril de 2025      | Las Vegas        | Estados Unidos       | House of Blues                        | [ 7 ]  |
| 50                        | 22 de abril de 2025      | Vancouver        | Canadá               | The Orpheum                           | [ 7 ]  |
| 51                        | 25 de abril de 2025      | Seattle          | Estados Unidos       | Moore Theatre                         | [ 7 ]  |
| 52                        | 26 de abril de 2025      | Portland         | Estados Unidos       | Theater Of The Clouds                 | [ 7 ]  |
| 53                        | 30 de abril de 2025      | San Jose         | Estados Unidos       | San Jose Civic                        | [ 7 ]  |
| 54                        | 3 de mayo de 2025        | Wheatland        | Estados Unidos       | Hard Rock Live                        | [ 7 ]  |
| 55                        | 4 de mayo de 2025        | San Diego        | Estados Unidos       | Cal Coast Credit Union Open           | [ 7 ]  |
| 56                        | 9 de mayo de 2025        | Tucson           | Estados Unidos       | Rialto Theatre                        | [ 7 ]  |
| 57                        | 10 de mayo de 2025       | Phoenix          | Estados Unidos       | Arizona Financial Theatre             | [ 7 ]  |
| 58                        | 11 de mayo de 2025       | Los Angeles      | Estados Unidos       | Youtube Theater                       | [ 7 ]  |
| 59                        | 16 de mayo de 2025       | El Paso          | Estados Unidos       | El Paso County Coliseum               | [ 7 ]  |
| 60                        | 17 de mayo de 2025       | Austin           | Estados Unidos       | Austin City Limits                    | [ 7 ]  |
| 61                        | 18 de mayo de 2025       | San Antonio      | Estados Unidos       | Majestic Theatre                      | [ 7 ]  |
| 62                        | 23 de mayo de 2025       | Silver Spring    | Estados Unidos       | The Filmore                           | [ 7 ]  |
| 63                        | 24 de mayo de 2025       | Wallingford      | Estados Unidos       | Toyota Oakdale                        | [ 7 ]  |
| 64                        | 25 de mayo de 2025       | New York         | Estados Unidos       | United Palace                         | [ 7 ]  |
| 65                        | 30 de mayo de 2025       | Guadalajara      | México               | Auditorio Telmex                      |        |
| 66                        | 6 de junio de 2025       | Torreón          | México               | Coliseo Torreón                       |        |
| 67                        | 12 de junio de 2025      | Ciudad de México | México               | Auditorio Nacional                    |        |
| 68                        | 13 de junio de 2025      | Ciudad de México | México               | Auditorio Nacional                    |        |
| Etapa 4: Centroamérica    |                          |                  |                      |                                       |        |
| 69                        | 15 de junio de 2025      | Santo Domingo    | República Dominicana | Teatro Nacional                       | [ 29 ] |
| Etapa 5: Europa           |                          |                  |                      |                                       |        |
| 70                        | 26 de junio de 2025      | Murcia           | España               | Auditorio Parque de Fofó              | [ 30 ] |
| 71                        | 27 de junio de 2025      | Fuengirola       | España               | Marenostrum Fuengirola                | [ 30 ] |
| 72                        | 29 de junio de 2025      | Madrid           | España               | Noches del Botánico                   | [ 31 ] |
| 73                        | 3 de julio de 2025       | Barcelona        | España               | Las Nits de Barcelona                 | [ 32 ] |
| Etapa 6: Norteamérica III |                          |                  |                      |                                       |        |
| 74                        | 3 de octubre de 2025     | Querétaro        | México               | Auditorio Josefa Ortiz                |        |

## Fechas canceladas y/o reprogramadas

### Fechas reprogramadas
| Fecha                 | Ciudad           | País                 | Motivo/Fecha                                                                                          | Ref.   |
| --------------------- | ---------------- | -------------------- | --- | ------ |
| 18 de octubre de 2024 | Tuxtla Gutiérrez | México               | - Problemas logísticos. - Reprogramada al 14 de febrero de 2025.                                      | [ 19 ] |
| 19 de octubre de 2024 | Villahermosa     | México               | - Problemas logísticos. - Reprogramada al 15 de febrero de 2025.                                      | [ 20 ] |
| 8 de abril de 2025    | Santo Domingo    | República Dominicana | - Duelo nacional debido a la tragedia de la discoteca Jet Set. - Reprogramada al 15 de junio de 2025. | [ 33 ] |